# 松浦賢
松浦 賢（まつうら けん、英: Ken Matsuura、1945年 - ）は、日本の自動車技術者、レースエンジニア。愛媛県出身。レース用エンジンのチューナーとして有名である。2017年現在は株式会社ケン・マツウラレーシングサービス顧問。

## 経歴
実家は愛媛で林業を営んでおり、祖父が当時出たてのエンジン付きの自転車を購入するなど周囲より豊かな家庭だった。少年時代からその後部シートに乗せてもらい運転方法を学習し、中学生の頃には自分で運転できるようになっていた。16歳で正式にオートバイ運転免許を取得するとモトクロス用車両でレースに出場し始め、19歳になるとホンダ・S600でジムカーナなど自動車競技会にも出場し始める。1964年、祖父がやっていたホンダディーラーを継ぐかたちで自分のレース用車両のエンジンチューニングをやり始めた。1966年に当時東京・秋川にあった吉村秀雄（ポップ吉村）率いるヨシムラ・コンペティション・モータース（現・ヨシムラジャパン）に入社し、約2年間エンジンチューナーとして修行を積んだ。ヨシムラでの同僚には森脇護（モリワキエンジニアリング社長）がおり、森脇が故郷から自走してきたホンダ・CB72のエンジンを吉村の手伝いとして松浦がチューンしたこともあった。ヨシムラ在籍時には、自身でチューニングしたエンジンを載せたS600で1967年5月に行われた第4回日本グランプリツーリングカークラスにドライバーとして参戦し、寺田陽次郎らを破っての優勝歴がある。
ドライバーとしても非凡なものを持っていたが、自身が「レーサーとしてより、エンジンの部品を削って軽量化や、部品形状を工夫したりする方が面白くなった」こともあり、1973年に地元愛媛に戻り「ケン・マツウラ・レーシングサービス」を創業した。同年はヨーロッパにも渡り、BMWでレーシングエンジンのメカニックとして研修を受けたとされるが、後年の日経ビジネスでのインタビューにて、「それよく言われるんだけど、BMW側に教えに行ったんだよ。あのエンジン開発者に会いたい、ドイツに来てくれという話になって。」と述べている。帰国後、主に富士グランチャンピオンレース（富士GC）や全日本F2選手権等のレースで使用されるBMWエンジンのチューニングを手がけ、全日本F2にスポット参戦した若き日のケケ・ロズベルグやリカルド・パトレーゼから『ケン・マツウラチューンのエンジンを使いたい』と依頼を受けるなど日本におけるレーシングエンジンチューナーの第一人者として名を馳せた。
1980年代後半にはF3000用に使われるフォード・コスワース・DFVエンジンのチューニングを手がけるようになり、一時はヤマハ発動機と協力してDFVを5バルブ化したコスワース・ヤマハOX77エンジン、F1用ヤマハ・OX88エンジンの開発を手がけた。以後もDFVエンジンのチューナーとしての活動は続き、1990年代半ばまで全日本F3000選手権向けに独自にチューニングしたDFVエンジンの供給を行っていた。全日本F3000→フォーミュラ・ニッポンではその後無限・MF308エンジンのチューニング等も手がけている。
近年は自ら及び自社の名前を前面に出したレース活動を行うことは少なくなっているものの、2010年にはF4用の2,000ccエンジンをトムスと共同で開発したほか、古巣のヨシムラがスーパーバイク世界選手権（WSB）参戦のため開発したエンジンにパーツを供給するなど、主に裏方としてレース活動に携わり続けている。2014年からはスーパーフォーミュラ及びSUPER GT・GT500クラスで使用される燃料リストリクターの供給や、2リッター直4ターボのNREのメンテナンスを行っている。またWECに参戦するトヨタ・TS050 HYBRIDのエンジンチューニングも手がけている。
なお年齢的な問題もあり、本人は既に第一線を退いている。会社は息子が継いでおり、2017年現在は「レースよりも市販車関連の業務のほうが若干多い」という。

## 人物
趣味は釣り。童夢創業者の林みのるや、レーシングカーデザイナーの由良拓也などは釣り仲間だという。自らの会社でも自動車関連以外に釣り（主にトローリング）用のリールなどの製造・販売を手がけている。
松浦は中嶋悟を発掘した人物でもある。1975年FL500での中嶋を見て、気になる新人として注目。1976年、鈴鹿サーキットで富士グランチャンピオンレース（以下、富士GC）のマシンで行われる「ビッグジョン・トロフィー」の開催が決まっていたが、日本の2000ccレースの草分けである富士GCのオーガナイザーがこの鈴鹿のイベントに反発し、これに出場したレーサーは以後の富士GCには出場させないと主張する事態になっていた。このため鈴鹿に参戦予定だった藤田直廣の代わりとして松浦が活動資金難でレース活動を辞めようと考えていた中嶋を藤田のマシンに乗せようと推薦。中嶋は初めて参戦したビッグレースで2000ccエンジンをオーバーレブさせずスムーズに操り、松浦はその才能を確信。ヒーローズレーシング代表の田中弘やノバ・エンジニアリングに「エンジンの費用はこっちで持つから中嶋を乗せてくれ」と売り込みをかけ、その結果中嶋は翌1977年よりヒーローズで全日本F2と、ノバからFJ1300へのダブル参戦が実現した。
自身の愛車はレクサス・LFA ニュルブルクリンク・パッケージとレクサス・NXハイブリッド（2017年時）。

## 出演
- エンジンに生命をふきこめ!（NHK総合、1991年8月3日）[16]
- 五畳半の狼（釣りビジョン、2014年3月6日）[17]